# 上海博华双语学校
上海博华双语学校（英语：Shanghai Bohua Bilingual School），旧称上海帕丁顿双语学校（英语：Shanghai Paddington Bilingual School），是位于上海市奉贤区南桥镇的一所十二年一贯制全日制寄宿制学校（涵盖幼儿园、小学、初中、高中）。是于1998年由民间资本所创立的新型学校。由奉贤区教育局管理。